# Ronde van Frankrijk 2024/Vijfde etappe
De vijfde etappe van de Ronde van Frankrijk 2024 was een vlakke rit met een lengte van 177,4 kilometer. De etappe werd verreden op 3 juli met start in Saint-Jean-de-Maurienne en eindigde in Saint-Vulbas.

## Parcours
Het parcours is nagenoeg volledig vlak, wat volledig in de kaarten lag van de spurters.

## Verloop
De twee Fransen Clément Russo en Mattéo Vercher waren de vluchters van de dag. Ze kregen maximum 4'40" voorsprong van het peloton, maar waren toch kansloos tegen de sprinters, waardoor ze op 35 kilometer van de streep ingelopen werden.
Deze rit is uiteindelijk een geschiedenisrit geworden, want niemand minder dan Mark Cavendish heeft het record van Eddy Merckx gebroken met ritzege nummer 35.
De 39-jarige Brit die in 2021 naast de 5-voudige Tourwinnaar met 34 ritzeges stond, is nu alleen recordhouder en kan zijn record nog verder verbeteren in deze Ronde. In de spurt versloeg hij Jasper Philipsen en de Noor Alexander Kristoff. Tadej Pogačar blijft de leider voor Remco Evenepoel. 
| Saint-Jean-de-Maurienne – Saint-Vulbas (177,4 km) |                     |                           |          |
| Plaats                                            | Naam                | Ploeg                     | Tijd     |
| 1                                                 | Mark Cavendish      | Astana Qazaqstan          | 4u08'46" |
| 2                                                 | Jasper Philipsen    | Alpecin-Deceuninck        | z.t.     |
| 3                                                 | Alexander Kristoff  | Uno-X Mobility            | z.t.     |
| 4                                                 | Arnaud De Lie       | Lotto Dstny               | z.t.     |
| 5                                                 | Fabio Jakobsen      | Team dsm-firmenich PostNL | z.t.     |
| 6                                                 | Pascal Ackermann    | Israel-Premier Tech       | z.t.     |
| 7                                                 | Arnaud Démare       | Arkéa-B&B Hotels          | z.t.     |
| 8                                                 | Gerben Thijssen     | Intermarché-Wanty         | z.t.     |
| 9                                                 | Biniam Girmay       | Intermarché-Wanty         | z.t.     |
| 10                                                | Marijn van den Berg | EF Education-EasyPost     | z.t.     |

 –  Clément Russo was de strijdlustigste renner van de vijfde etappe.

## Klassementen

### Algemeen klassement
| Algemeen klassement (gele trui) |                  |                         |           |
| Plaats                          | Naam             | Ploeg                   | Tijd      |
| Gele trui                       | Tadej Pogačar    | UAE Team Emirates       | 23u15'24" |
| 2                               | Remco Evenepoel  | Soudal Quick-Step       | + 45"     |
| 3                               | Jonas Vingegaard | Team Visma-Lease a Bike | + 50"     |
| 4                               | Juan Ayuso       | UAE Team Emirates       | + 1'10"   |
| 5                               | Primož Roglič    | BORA-hansgrohe          | + 1'14"   |
| 6                               | Carlos Rodríguez | INEOS Grenadiers        | + 1'16"   |
| 7                               | Mikel Landa      | Soudal Quick-Step       | + 1'32"   |
| 8                               | João Almeida     | UAE Team Emirates       | z.t.      |
| 9                               | Giulio Ciccone   | Lidl-Trek               | +3'20"    |
| 10                              | Egan Bernal      | INEOS Grenadiers        | +3'21"    |

### Puntenklassement
| Puntenklassement (groene trui) |                  |                    |        |
| Plaats                         | Naam             | Ploeg              | Punten |
| Groene trui                    | Biniam Girmay    | Intermarché-Wanty  | 102    |
| 2                              | Mads Pedersen    | Lidl-Trek          | 94     |
| 3                              | Jonas Abrahamsen | Uno-X Mobility     | 87     |
| 4                              | Jasper Philipsen | Alpecin-Deceuninck | 78     |
| 5                              | Kévin Vauquelin  | Arkéa-B&B Hotels   | 60     |

### Bergklassement
| Bergklassement (bolletjestrui) |                  |                         |        |
| Plaats                         | Naam             | Ploeg                   | Punten |
| Bolletjestrui                  | Jonas Abrahamsen | Uno-X Mobility          | 25     |
| 2                              | Tadej Pogačar    | UAE Team Emirates       | 20     |
| 3                              | Valentin Madouas | Groupama-FDJ            | 16     |
| 4                              | Jonas Vingegaard | Team Visma-Lease a Bike | 15     |
| 5                              | Remco Evenepoel  | Soudal Quick-Step       | 12     |

### Jongerenklassement
| Jongerenklassement (witte trui) |                   |                         |           |
| Plaats                          | Naam              | Ploeg                   | Tijd      |
| Witte trui                      | Remco Evenepoel   | Soudal Quick-Step       | 23u16'09" |
| 2                               | Juan Ayuso        | UAE Team Emirates       | + 25"     |
| 3                               | Carlos Rodríguez  | INEOS Grenadiers        | +31"      |
| 4                               | Matteo Jorgenson  | Team Visma-Lease a Bike | +2'36"    |
| 5                               | Santiago Buitrago | Bahrain Victorious      | +3'25"    |

### Ploegenklassement
| Ploegenklassement |                    |           |
| Plaats            | Ploeg              | Tijd      |
|                   | UAE Team Emirates  | 69u49'16" |
| 2                 | INEOS Grenadiers   | +4'54"    |
| 3                 | Soudal Quick-Step  | +5'02"    |
| 4                 | BORA-hansgrohe     | +6'34"    |
| 5                 | Bahrain Victorious | +11'27"   |

1e etappe ·
2e etappe ·
3e etappe ·
4e etappe ·
5e etappe ·
6e etappe ·
7e etappe ·
8e etappe ·
9e etappe ·
10e etappe ·
11e etappe ·
12e etappe ·
13e etappe ·
14e etappe ·
15e etappe ·
16e etappe ·
17e etappe ·
18e etappe ·
19e etappe ·
20e etappe ·
21e etappe
Startlijst · Eindstanden · Afbeeldingen